# Монтичели (Салерно)
Монтичели (итал. Monticelli) је насеље у Италији у округу Салерно, региону Кампанија.
Према процени из 2011. у насељу је живело 4201 становника. Насеље се налази на надморској висини од 143 м.